# Municipio de Taylor (condado de Grundy)
El municipio de Taylor (en inglés: Taylor Township) es un municipio ubicado en el condado de Grundy en el estado estadounidense de Misuri. En el año 2010 tenía una población de 179 habitantes y una densidad poblacional de 3,9 personas por km².

## Geografía
El municipio de Taylor se encuentra ubicado en las coordenadas 40°10′33″N 93°45′7″O / 40.17583, -93.75194. Según la Oficina del Censo de los Estados Unidos, el municipio tiene una superficie total de 45.91 km², de la cual 45,31 km² corresponden a tierra firme y (1,31 %) 0,6 km² es agua.

## Demografía
Según el censo de 2010, había 179 personas residiendo en el municipio de Taylor. La densidad de población era de 3,9 hab./km². De los 179 habitantes, el municipio de Taylor estaba compuesto por el 97,21 % blancos, el 0,56 % eran afroamericanos y el 2,23 % eran de una mezcla de razas. Del total de la población el 0,56 % eran hispanos o latinos de cualquier raza.